# Корабль дураков (картина Босха)
«Корабль дураков» (фр. La Nef des fous) — одна из наиболее известных картин нидерландского художника Иеронима Босха. Картина была верхней частью створки несохранившегося триптиха, нижним фрагментом которой ныне считается «Аллегория чревоугодия и сладострастия».
Корабль традиционно символизировал Церковь, ведущую души верующих к небесной пристани. У Босха на корабле вместе с крестьянами беспутствуют монах и две монахини — явный намёк на упадок нравов как в Церкви, так и среди мирян, а из гущи листвы выглядывает сова. Монахиня играет на лютне и оба поют, а может быть, пытаются схватить ртом хлеб, висящий на шнуре, который приводит в движение человек с поднятой вверх рукой. Лютня, изображенная на полотне в виде белого инструмента с круглым отверстием посередине, символизирует вагину, а игра на ней обозначает разврат (на языке символов мужским эквивалентом лютне считалась волынка). Грех любострастия также символизируют традиционные атрибуты — блюдо с вишнями и висящий за бортом металлический кувшин с вином. Грех чревоугодия недвусмысленно представлен персонажами весёлой пирушки, один из которых тянется с ножом к жареному гусю, привязанному к мачте; другой в приступе рвоты перевесился за борт, а третий гребёт гигантским черпаком как веслом. Монах и монахиня с упоением распевают песни, не ведая, что Корабль церкви превратился в свой антипод — Корабль зла, без руля и ветрил влекущий души в ад. Корабль представляет собой диковинное сооружение: мачтой ему служит живое, покрытое листьями дерево, сломанная ветка — рулём. Высказывались мнения, что мачта в виде дерева соотносится с так называемым майским деревом, вокруг которого происходят народные празднества в честь прихода весны — времени года, когда и миряне, и духовенство склонны преступать моральные запреты.

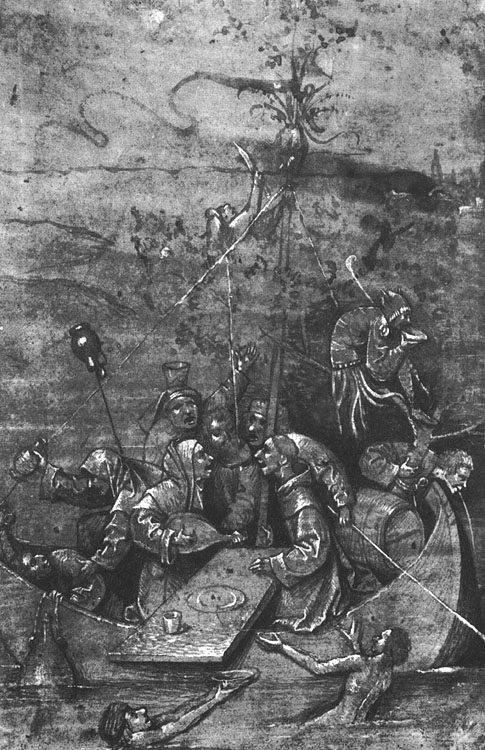
Корабль дураков. Ок. 1490. Лувр 10-й зал 2-й этаж. Париж

Здесь верховодит шут; по замыслу, его роль — сатирическое обличение обычаев и нравов того времени. Во времена Босха «мудрость» понималась как добродетель, праведность и набожность; «глупость» была синонимом порока, греха и безбожия — фигура дурака с бубенчиками на одежде и с маской на шесте, сидящего особняком, в картине является, безусловно, знаковой. Картину, язвительно повествующую о моральной распущенности духовенства и мирян, считали и зашифрованными алхимическими знаками, и вариацией на тему масленичного «рая пьяниц» — «корабля святого Рёйнерта», на что намекают чаши с вином и перевёрнутый кувшин; её трактовали и как пессимистический взгляд на абсурдность жизни, и как астрологический образ человечества, управляемого Луной, — безвольного и неразумного.
Фигура шута заставляла многих историков искусства усматривать связь между этой находящейся в Лувре работой Босха и книгой Себастьяна Бранта «Корабль дураков», ещё при жизни автора выдержавшей шесть изданий и переведённой на несколько языков. Вероятно, и Босх был знаком с этой сатирой, но вряд ли она послужила ему творческим стимулом — в Средние века корабль был одной из самых распространённых метафор. Знаменитая книга в переводе на голландский язык вышла в 1496 году в Харлеме, и потому возникает искушение представить картину Босха, вероятно, читавшего её, как пародию.
В Лувре хранится рисунок с одноимённым названием и композицией. Его трудно принять за эскиз или набросок: слишком велика его законченность. Возможно, лист предназначался для перевода в гравюру, например, под названием Schlaraffenschiff (Корабль лентяев).
Картина была передана в дар Лувру Камиллем Бенуа в 1918 году . В настоящее время находится в 10-м зале на 2-м этаже галереи Ришельё в Лувре. Код: R.F. 2218.